# Eric Brandon
Eric Brandon (East Ham, Londen, 18 juli 1920 – Gosport, Hampshire, 8 augustus 1982) was een Brits Formule 1-coureur in 1952 en 1954. Hij reed 5 Grands Prix voor het team Cooper.